# ライク・ア・ヴァージン (アルバム)
『ライク・ア・ヴァージン』（Like a Virgin）は、1984年に発表されたマドンナの2作目のスタジオ・アルバム。

## 概要
前作『バーニング・アップ』の成功によってマドンナは自信を深め、今作では自らが主導的に制作しようと考えた。しかしレコード会社はマドンナ単独での制作は許可せず、デヴィッド・ボウイでの仕事が評価されていたナイル・ロジャースをチーフプロデューサーとして迎え制作を開始した。
シックのメンバーのサポートを受け、ニューヨークのスタジオで迅速に制作は進められた。当時まだ新しかったデジタルでのレコーディングが行われた。音楽的には前作ほど新しい試みはなされなかったが、ニュー・ウェイヴのダンス・ポップとして強力な曲を作ることが出来たとマドンナは感じた。
商業的には前作を上回る大ヒットとなるが、リリース時の批評は賛否両論であった。現在では概ね前作の方が評価は高い。チャート・パフォーマンスではBillboard 200において初の1位、そして世界のほとんどの国で5位以内を記録した。全世界の売り上げは2100万枚である。
リリースして半年後、ヴァージン・ツアーを行った。当初は世界ツアーの予定であったが、北米のみに限定された。舞台監督はパトリック・レナードで、美しい照明とセットによりアルバム・ジャケットの世界がそのまま展開され各地の公演は即完売となった。特にマドンナのような衣装に身を包んだ女性達で会場はあふれた。ツアーの売り上げは500万ドルにのぼる。
アルバムに使用された写真はスティーヴン・マイゼルによって、ニューヨークのセント・レジス・ホテルのスイートルームで撮影された。特にフロント・ジャケットの写真は当時、非常に議論をまき起こした。
マドンナはこの作品によって単なる一発屋ではなく、ポップス界に欠くことの出来ないスターであることを証明した。

## 収録曲
| #   | 邦題                                                               | 原題                                   | 作者                            | 長さ |
| --- | ------------------------------------------------------------------ | -------------------------------------- | ------------------------------- | ---- |
| 1.  | マテリアル・ガール                                                 | "Material Girl"                        | Peter Brown, Robert Rans        | 4:00 |
| 2.  | エンジェル                                                         | "Angel"                                | Madonna, Stephen Bray           | 3:56 |
| 3.  | ライク・ア・ヴァージン                                             | "Like a Virgin"                        | Tom Kelly, Billy Steinberg      | 3:38 |
| 4.  | オーヴァー・アンド・オーヴァー                                     | "Over and Over"                        | Madonna, Bray                   | 4:12 |
| 5.  | 愛は色あせて                                                       | "Love Don't Live Here Anymore"         | Miles Gregory                   | 4:47 |
| 6.  | ドレス・ユー・アップ                                               | "Dress You Up"                         | Andrea LaRusso, Peggy Stanziale | 4:01 |
| 7.  | シュー・ビー・ドゥ                                                 | "Shoo-Bee-Doo"                         | Madonna                         | 5:16 |
| 8.  | プリテンダー                                                       | "Pretender"                            | Madonna, Bray                   | 4:30 |
| 9.  | ステイ                                                             | "Stay"                                 | Madonna, Bray                   | 4:07 |
| 10. | ライク・ア・ヴァージン (エクステンディッド・ダンス・ヴァージョン)* | "Like a Virgin" (Extended Dance Remix) | Madonna                         | 6:08 |
| 11. | マテリアル・ガール (エクステンディッド・ダンス・リミックス)*       | "Material Girl" (Extended Dance Remix) | Madonna                         | 6:07 |

- * 2001年発売のリマスターCD盤のみのボーナス・トラック。

## シングル
| #  | 曲名                                    | リリース       |
| -- | --------------------------------------- | -------------- |
| 1. | ライク・ア・ヴァージン                  | 1984年11月6日  |
| 2. | マテリアル・ガール                      | 1984年11月30日 |
| 3. | エンジェル (B面 イントゥ・ザ・グルーヴ) | 1985年4月10日  |
| 4. | ドレス・ユー・アップ                    | 1985年7月24日  |

## アルバム・クレジット

### 参加ミュージシャン
- マドンナ – ボーカル、バックグラウンドボーカル
- バーナード・エドワーズ – ベース
- Brenda King – バックグラウンドボーカル
- Curtis King – バックグラウンドボーカル
- レニー・ピケット – サックス
- ナイル・ロジャース – ギター、シンクラヴィア
- ロバート・サビーノ – シンセサイザー
- Nathaniel S. Hardy, Jr. – シンセサイザー
- Frank Simms – バックグラウンドボーカル
- George Simms – バックグラウンドボーカル
- デイヴ・ウェックル – ドラム
- トニー・トンプソン – ドラム
- Jimmy Bralower – ドラムマシン

### プロダクション
- ナイル・ロジャース – プロデューサー[4]
- Jason Corsaro – エンジニア
- Budd Tunick – プロダクション・マネージャー
- ボブ・ラディック – マスタリング

### アルバム・デザイン
- Jeri McManus – アートディレクター
- Jeffrey Kent Ayer – アートディレクター
- スティーヴン・マイゼル – フォトグラファー
- マリポール – スタイリスト